# Porrex II
Porrex II was volgens de legende, zoals beschreven door Geoffrey van Monmouth, koning van Brittannië van 251 v.Chr. - 245 v.Chr. Hij was de zoon van koning Millus en werd opgevolgd door zijn zoon Cherin.